# Kamyšník
Kamyšník (Bolboschoenus) je rod vytrvalých vlhkomilných rostlin z čeledi šáchorovitých.

## Rozšíření
Je to rostlina převážně mokřadních biotopů s globálním rozšířením, roste v mírném, subtropickém i tropickém pásmu. Vyskytuje se ve sladkovodních zaplavovaných prostorech na březích řek a vodních nádrží stejně jako na zamokřených slaniskách a pobřežích klidných mořských zátok, vyhovuje jí málo se pohybující voda.

## Popis

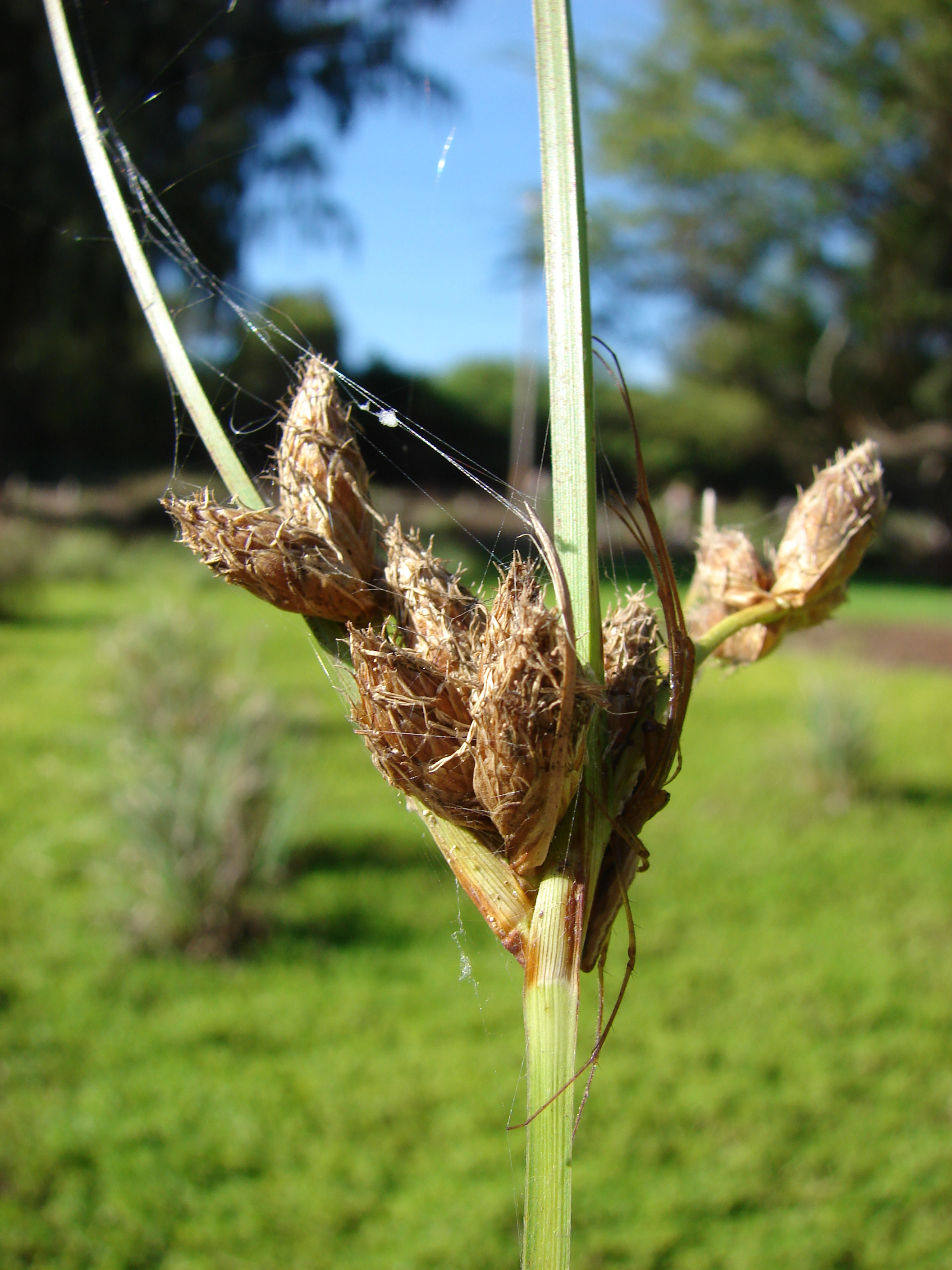
Květenství kamyšníku – kružel s klásky

Má trojhrannou lodyhu vyrůstající z hlízek podzemních oddenků, u základny je zesílená a dosahuje výše až 1 až 1,5 m. Nekvetoucí lodyhy jsou olistěné po celé délce, u kvetoucích rostlin je třetina až polovina lodyhy pod květenstvím bez listů. Lodyha může být hladká nebo drsná, obvykle je ukončena třemi vztyčenými listy. Je článkovaná a ve spirále z ní vyrůstají bazální nebo řapíkaté listy s trubkovitými neroztřepenými pochvami, dlouhými až 17 cm, bez jazýčků. Listové čepele jsou ploché nebo žlábkovité, široké 3 až 12 mm, na hřbetě nesouměrně kýlovité, po okrajích drsné, se souběžnou žilnatinou.
Je to rostlina s bohatě rozvětveným nehlubokým systémem oddenků vytvářející hustou síť. Tyto oddenky jsou poměrně tenké a nesou drobné rozmnožovací kulovité hlízky veliké 1 až 3 cm uložené v hloubce do 10 cm. Rostlina za vegetační období vytvoří až 80 nových škrobovitých hlízek, které postupně dřevnatí. V dalších létech původní oddenky většinou funkčně odumírají, jednotlivé rostliny zůstávají jimi propojeny jen mechanicky.
Klásky jsou sestaveny do vrcholičnatých květenství kružele nebo strboulu. Kružel je rozkladitý, tvoří ho kromě svazku přisedlých klásků i 3 až 12 stopek s jednotlivými klásky nebo jejich svazky, délka stopek přesahuje dvojnásobek délky přisedlých klásků a jejich počet bývá větší nebo je roven počtu přisedlých. Strboul je semknutý, je tvořen pouze svazkem přisedlých klásků nebo ještě maximálně 1 až 4 stopkami s jednotlivými klásky nebo jejich svazky, délka stopek nepřesahuje dvojnásobek délky přisedlých klásků a jejich počet je menší než přisedlých.
Klásky se skládají z mnoha šroubovitě uspořádaných plev, v  jejichž paždích vyrůstají květy buď zcela bez okvětí nebo s okvětí nahrazujícími drsnými štětinkami kratšími než plevy, bývá jich tři až šest. V květu s gyneceem složeným ze dvou nebo tři plodolistů jsou zpravidla tři tyčinky, dvě až tři blizny a dvou- nebo třídílný svrchní semeník. Některé druhy kamyšníku mají květy jednopohlavné, ale vždy se samčí i samičí květy vyskytují současně na stejné rostlině.
Plody jsou heterokarpní nažky několika typů. Některé mívají vnější vrstvu slabě vyvinutou, okvětní štětinky u nich přetrvávají i v době zralosti, jsou trojhranného tvaru, po dopadu na vodní hladinu se rychle potápějí. Jiné mají vnější vrstvu dobře vyvinutou s buňkami naplněnými vzduchem, nemají okvětní štětinky, mají bochníčkovitý tvar, jsou lehčí než voda a plavou i několik dnů.

## Rozmnožování
Kamyšník se může rozmnožovat pohlavně i vegetativně. Semena klíčí na vzduchu i ve vodě, nejlépe při stratifikaci za střídání teplot 10 až 30 °C (den a noc). Do stadia plodných rostlin, které jsou již velmi odolné, je zapotřebí dvou let vývoje na vlhkém substrátu, ale bez zaplavení vodou, proto se dospělosti dočká v přírodě jen málo semenáčků. Kamyšník se na stejné lokalitě mnohem častěji rozmnožuje vegetativně, oddenky s rozmnožovacími hlízkami. Je geofyt, hlízky mohou za nepříznivých okolností ve stavu dormance přečkat i několik let, v suchém roce nemusí nová rostlina vůbec vyrašit.

## Taxonomie
Rod kamyšník byl s nárůstem poznání oddělen od široce pojatého rodu skřípina (Scirpus s.l.) společně s rodem skřípinec (Schoenoplectus) a dalšími rody. Patří k taxonomicky obtížnému rodu, ve kterém vymezení konkrétních taxonů není v některých případech dosud zcela ujasněno. Uvádí se, že rod je tvořen 6 až 15 druhy.
V  zemích západní a severní Evropy byli až do nedávná zástupci rodu kamyšník většinou zahrnováni pod široce pojímaný druh kamyšník přímořský (Bolboschoenus maritimus s.l.). V české botanické literatuře (Dostál, Kubát, Soják) byly ještě rozlišovány střídavě poddruhy B. maritimus subsp. maritimus, B. maritimus subsp. compactus, B. maritimus subsp. cymosus a B. maritimus subsp. eumaritimus a dále druhy B. yagara a B. koshewnikowii, event. hybrid B. yagara × koshewnikowii, které se občas ztotožňovaly.
Podle nejnovějších studií se na území České republiky vyskytuje těchto pět druhů:
- kamyšník přímořský (Bolboschoenus maritimus) s. str. (L.) Palla – kriticky ohrožený druh – C1
- kamyšník jižní (Bolboschoenus glaucus) (Lam.) S. G. Smith – kriticky ohrožený druh – C1, rostoucí v ČR jen na jediné lokalitě
- kamyšník vrcholičnatý (Bolboschoenus yagara) (Ohwi) Y. C. Yang et M. Zhan – silně ohrožený druh – C2
- kamyšník polní (Bolboschoenus planiculmis) (F. Schmidt) Egorova
- kamyšník širokoplodý (Bolboschoenus laticarpus) Marhold, Hroudová, Ducháček et Zákravský[2][4][5]

## Význam
Oddenků a hlíz kamyšníku se v čínském lékařství používá jako diuretika. Listy slouží pro tkaní koberců a rohoží, vyrábějí se z nich i nitě pro výrobu domorodých oděvů. Jeho oddenky stabilizují půdu, a proto se mnohde vysazuje na březích jako ochrana před erozí půdy vlnami a ve funkci větrolamů. Některé druhy mohou být použity i v místech se zvýšenou salinitou půdy. Oddenky vytvářejí vhodné podmínky pro život bakterií čistících vodu.
Kamyšník se doposud negativně projevoval hlavně v subtropických a tropických oblastech, kde zapleveloval rýžoviště. V poslední době však v teplejších oblastech České republiky rostou ve větším množství kamyšník polní a kamyšník širokoplodý na orné půdě v relativně suchých místech v polních kulturách jako brambory, řepa, kukuřice, pšenice. To je v protikladu k obecně zažitému povědomí o kamyšníku jako ryze mokřadní rostlině.